# Champ chromatique
Le champ chromatique est le champ lexical des noms donnés aux couleurs qui permet l'identification par le langage des différentes nuances de ces couleurs. Les adjectifs pâle ou clair ou au contraire sombre ou foncé précisent la luminosité, terne ou grisé ou au contraire vif ou intense, la vivacité.
La couleur lavande, qu'on peut décrire comme un bleu pâle grisé, appartient au champ chromatique bleu.
Les limites des champs chromatiques sont indécises. Pour désigner une teinte apparentée à deux champs chromatiques, on joint les deux noms, par exemple bleu-vert.
Est-ce la vision des couleurs des êtres humains qui forge leur vocabulaire, ou au contraire les termes utilisés dans les langues qu'ils emploient influencent-ils leur façon de percevoir les couleurs ? C'est une question débattue en philosophie, en psychologie et en anthropologie depuis la seconde moitié du XXe siècle.

## Définition
Les termes utilisés pour désigner les couleurs peuvent renvoyer soit directement à l'expérience perceptive, comme le mot rouge en français, soit évoquer une matière ou un objet exemplaire d'une couleur, comme rose. Les termes qui évoquent la couleur par un objet sont des métonymies, dont le nombre est illimité ; mais chaque langue n'a qu'un petit nombre de mots simples (lexèmes) consacrés aux perceptions colorées, pour lesquels on observe une grande concordance d'usage entre les locuteurs.
Ces  « adjectifs de couleur sémantiques primitifs ou fondamentaux » (qui s'utilisent en même temps comme noms de couleur) se définissent par l'absence de terme de couleur qui couvre un champ qui les englobe. On peut dire « le vermillon est une sorte de rouge » ; on ne peut pas dire « le rouge est une sorte de <autre couleur> » : ainsi rouge est bien un terme de couleur primitif en français.
Plutôt qu'une teinte précise, ces noms de couleur désignent un ensemble possédant des caractéristiques communes : une longueur d'onde dominante, une clarté (ou luminosité) et une vivacité (ou saturation) proches. Il n'est pas nécessaire que l'on s'accorde sur ce qu'est le rouge, soit plutôt un vermillon, plutôt un écarlate ou plutôt un carmin, pour qu'on sache reconnaître un rouge.
Ces catégories de teintes forment les champs chromatiques. Le champ chromatique forme un « rayon sémantique de couleur ressenti comme unité dans une langue ». L'ensemble des termes de couleurs dans une langue donnée couvre la totalité des couleurs visibles (qui est continu) : ainsi, si une langue n'a que 3 termes de couleur, ceux-ci découpent « l'espace des couleurs » en 3 champs, ce qui n'empêche pas de préciser la couleur, comme dans « rouge cerise ».

## Recensement des champs chromatiques
On recense 11 champs chromatiques en français : rouge, orange, jaune, vert, bleu, violet, rose, brun, noir, blanc, gris.
La norme AFNOR X08-010 Classification méthodique générale des couleurs (annulée en 2014) leur ajoutait pourpre, ivoire, crème, beige, kaki, marron et bordeaux. Elle indiquait, en définissant les teintes par leur longueur d'onde dominante, leur saturation et leur luminance ou clarté, les limites de tous ces champs chromatiques, et ce qu'on peut entendre par les adjectifs qui précisent la position de la teinte dans un champ, pâle, grisé, sombre, profond, clair, moyen, foncé, vif, intense, profond.
Michel Pastoureau fait observer que des noms de couleurs utilisés en français, seuls sept ne se rapportent à aucun autre objet que la couleur. Ce sont les six couleurs élémentaires de Ewald Hering, qui orientent la perception visuelle plus celle qui résulte quand aucune d'entre elles ne domine : le blanc, le noir, le rouge, le vert, le bleu, le jaune, et le gris.
La désignation des champs chromatiques est affaire de langue mais aussi de culture et il est rare, même entre langues de même famille et locuteurs de culture proche, que les champs chromatiques se recouvrent exactement. Même deux individus de la même origine n'utiliseront pas nécessairement la même dénomination, surtout pour une couleur intermédiaire et peu commune. L'apprentissage, par exemple dans les métiers des beaux-arts, permet d'étendre et d'affiner sa perception chromatique et son vocabulaire descriptif.

## Champs chromatiques et anthropologie
Le recueil et l'analyse des termes des couleurs dans les différentes langues soutient un débat anthropologique. D'après l'hypothèse de Sapir-Whorf, les catégories linguistiques conditionnent nos processus mentaux. Le lexique des couleurs organise la perception des couleurs. L'anthropologie cognitive s'est donné pour tâche d'expliquer les rapports entre culture et connaissance, et des travaux ethnographiques ont étudié, dans plusieurs populations, les termes de couleurs et les capacités à reconnaître, nommer et se souvenir d'une teinte. Au début des années 1960, les psychologues Roger Brown et Eric Lenneberg ont montré que le lexique des couleurs semblait avoir une influence réelle sur la perception et la mémoire de celles-ci par des locuteurs parlant des langues différentes.
En 1969, les anthropologues Brent Berlin et Paul Kay ont publié leur Basic color terms, montrant, à travers l'étude de plusieurs dizaines de langues de par le monde, une structure hiérarchique commune des termes de couleur. Si le lexique de la langue contraint la pensée, la perception contraint, dans une certaine mesure, la pensée. Berlin et Kay ont observé un emboîtement des champs chromatiques. Une langue qui n'a que deux catégories de couleurs a toujours les mêmes l'une regroupant les teintes sombres et froides, dont la plus exemplaire est le noir, l'autre les teintes chaudes et claires, autour du blanc. Une langue qui a trois catégories ajoute aux deux premières une catégorie vivement colorée, par métonymie le rouge. Les auteurs postulent que l'augmentation du nombre de catégories correspond à une évolution, dont ils donnent ainsi un tableau de sept stades
| Stade | n | | remarques                                                                                         |
| 1     | 2 | noir, sombre et froid <> blanc, chaud et clair                                                               |                                                                                                   |
| 2     | 3 | ajoute rouge — oppose ce qui est vivement coloré aux teintes plus ternes                                     | antiquité européenne et indo-européenne ; Fon-gbe (Afrique de l'Ouest)                            |
| 3     | 4 | ajoute soit vert, soit jaune − une teinte à la fois vivement colorée et claire ou vivement colorée et sombre |                                                                                                   |
| 4     | 5 | comme 3, avec vert et jaune                                                                                  | en Coréen (Choi-Jonin 2005)                                                                       |
| 5     | 6 | ajoute bleu                                                                                                  | couleurs de l'héraldique − fin du Moyen Âge ; couleurs élémentaires de Ewald Hering (XIXe siècle) |
| 6     | 7 | ajoute brun                                                                                                  |                                                                                                   |
| 7     | 8 | ajoute pourpre, rose, orange ou gris                                                                         | actualité des langues européennes                                                                 |

Pour Berlin et Kay, cette organisation du lexique des termes de couleurs indique que les structures des processus mentaux déterminent les catégories du langage plus que l'inverse ; ce qu'il peut y avoir d'universel dans les premières, du fait de la communauté génétique de l'espèce humaine, explique l'universalité de cet aspect du langage.
Ce modèle a eu beaucoup d'influence ; cependant, les travaux de Berlin et Kay avaient suscité des débats et des critiques de la part de leurs collègues. Les constructions évolutionnistes, tout comme l'hypothèse de Sapir-Whorf, sont des instances de débats en cours depuis les origines de l'anthropologie et de la psychologie à la fin du XVIIIe siècle en Europe. La comparaison de ces lexiques constitue un cas-test dans les controverses opposant les tenants de ces modèles. Les opposants soulignent le risque que la méthode choisie confirme inévitablement l'hypothèse de départ. De nombreux partisans du modèle ont poursuivi les enquêtes linguistiques par de nombreux partisans, tandis que des critiques ont cherché à lui répondre avec une méthodologie différente.
Berlin et Kay ont révisé leur modèle en 1999. Ils concluent à cette époque que l'augmentation du nombre des termes de base, qui désignent une couleur focale, relativement bien définie, correspond à un cloisonnement successif de l'espace des couleurs ; et que les couleurs primitives de Hering constituent, avec leurs intermédiaires possibles, le répertoire des termes de couleur de base. Ils estiment que la séquence d'évolution se divise en deux parties, qui se succèdent mais parfois se chevauchent : la première aboutit aux six couleurs primitives de Hering, la seconde à des termes intermédiaires.
Des recherches plus récentes ont montré qu'une petite différence physiologique partagée entre tous suffit à expliquer l'ordre de constitution des lexiques de couleur. La vision humaine a un seuil de différenciation entre deux teintes voisines plus bas dans les régions du spectre jaune et bleu-vert. Un groupe atteint plus facilement un accord sur le nom d'une teinte quand les participants distinguent moins de nuances. Le temps nécessaire à la négociation recoupe l'ordre de la liste de Berlin et Kay.
La perception des couleurs apparaissant comme un acquis cognitif, les chercheurs se sont intéressés à la perception colorée des bébés. Le champ visuel de chaque œil se divise en deux parties. La partie gauche du champ visuel est reliée par le nerf optique à l'hémisphère cérébral droit, et vice-versa. Chez les adultes, la vitesse de tri des couleurs est supérieure pour le champ visuel droit, correspondant à l'hémisphère cérébral gauche, qui contient les centres de catégorisation liés au langage. Il n'en va pas de même pour les bébés. Les auteurs en déduisent que la catégorisation des couleurs par le langage s'impose au cours du développement mental.

#### Monographies
- (en) Brent Berlin et Paul Kay, Basic Color Terms : Their Universality and Evolution, Berkeley, Ca, USA, University of California Press, 1969.
- Annie Mollard-Desfour, série « Dictionnaire des mots et expressions de couleur, XXe et XXIe siècles » :
  - Le Bleu, Paris, CNRS Éditions, coll. « CNRS Dictionnaires », 2004 (1re éd. 1998), 274 p. (ISBN 978-2-271-06228-4 et 2271062284), préface de Michel Pastoureau. Nouvelle édition actualisée, 2013, préface de Michel Pastoureau "Histoire d'une couleur", Épilogue de Jean-Michel Maulpoix "La planète du bleu", cahier photos couleurs 16 p., 312 pages,  (ISBN 978-2-271-07752-3)
  - Le Rouge, Paris, CNRS Éditions, coll. « CNRS Dictionnaires », 2000, 500 p. (ISBN 978-2-271-05755-6 et 2271057558), préface de Sonia Rykiel. Nouvelle édition mai 2009.  (ISBN 978-2-271-06769-2)
  - Le Rose, Paris, CNRS Éditions, coll. « CNRS Dictionnaires », 2002, 287 p. (ISBN 978-2-271-05993-2 et 2271059933), préface de Bernard Cerquiglini
  - Le Noir, Paris, CNRS Éditions, coll. « CNRS Dictionnaires », 2005, 288 p. (ISBN 978-2-271-06321-2 et 2271063213), préface de Pierre Soulages. Nouvelle édition mai 2010.  (ISBN 2271068657)
  - Le Blanc, Paris, CNRS Editions, coll. « CNRS Dictionnaires », 2008, 332 p. (ISBN 978-2-271-06636-7), préface de Jean-Louis Étienne
  - Le Vert, CNRS Éditions, coll. CNRS Dictionnaires, Paris, 2012  (ISBN 978-227107095-1)
  - Le Gris, CNRS Éditions, coll. CNRS Dictionnaires, Paris, 2015  (ISBN 978-2-271-08897-0)
  - À venir : Le Violet, Le Jaune, L'Orange, Le Brun/marron

#### Chapitres et articles
- Injoo Choi-Jonin, « Étude comparative des termes de couleur en français et en coréen », Langue française, no 145,‎ 2005, p. 109-123 (www.cairn.info/revue-langue-francaise-2005-1-page-109.htm).
- Danièle Dubois et Colette Grinevald, « Pratiques de la couleur et dénominations », Faits de langues, vol. 7, no 14,‎ 1999, p. 11-25 (lire en ligne).
- François Jeune, Florence de Mèredieu, Annie Mollard-Desfour et Jean-Claude Le Gouic, « Sur la couleur », (art absolument) les cahiers de l'art d'hier et d'aujourd'hui, no 5,‎ juin 2003, p. 40-51 (lire en ligne)
- Annie Mollard-Desfour, « Les mots de couleur : des passages entre langues et cultures », Synergies Italie, no 4,‎ 2008 (lire en ligne)
- (en) Barbara Saunders, « Revisiting basic color terms », Journal of the Royal Anthropological Institute, no 6,‎ 2000, p. 81–99